# Прямое имя
Прямое (молитвенное) имя — на Руси в XIV—XVI веках христианское имя, которым младенец нарекался в честь того святого, память которого отмечалась в день его рождения (или на 8-й, и т. п. — существовали разные системы расчётов).
Являлось дополнительным, «не публичным» именем; в подавляющем большинстве случаев человека называли другим, основным именем, которое было традиционным именем в его семье.
Лучше всего феномен такой двуименности изучен в роду Рюриковичей (см. Родовые имена Рюриковичей). Есть свидетельства о бытовании такой двуименности и вне княжеской семьи, и даже в простом народе (где, как и у князей, она также продолжала языческо-христианскую традицию).
Непубличное прямое имя как бы приходило «само собой», не зависело от воли родителей младенца и определялось Божественным промыслом. А публичное княжеское имя, наоборот, выбиралось обдуманно, и соответствовало не только святцам, но и династическим интересам.

## Характеристика

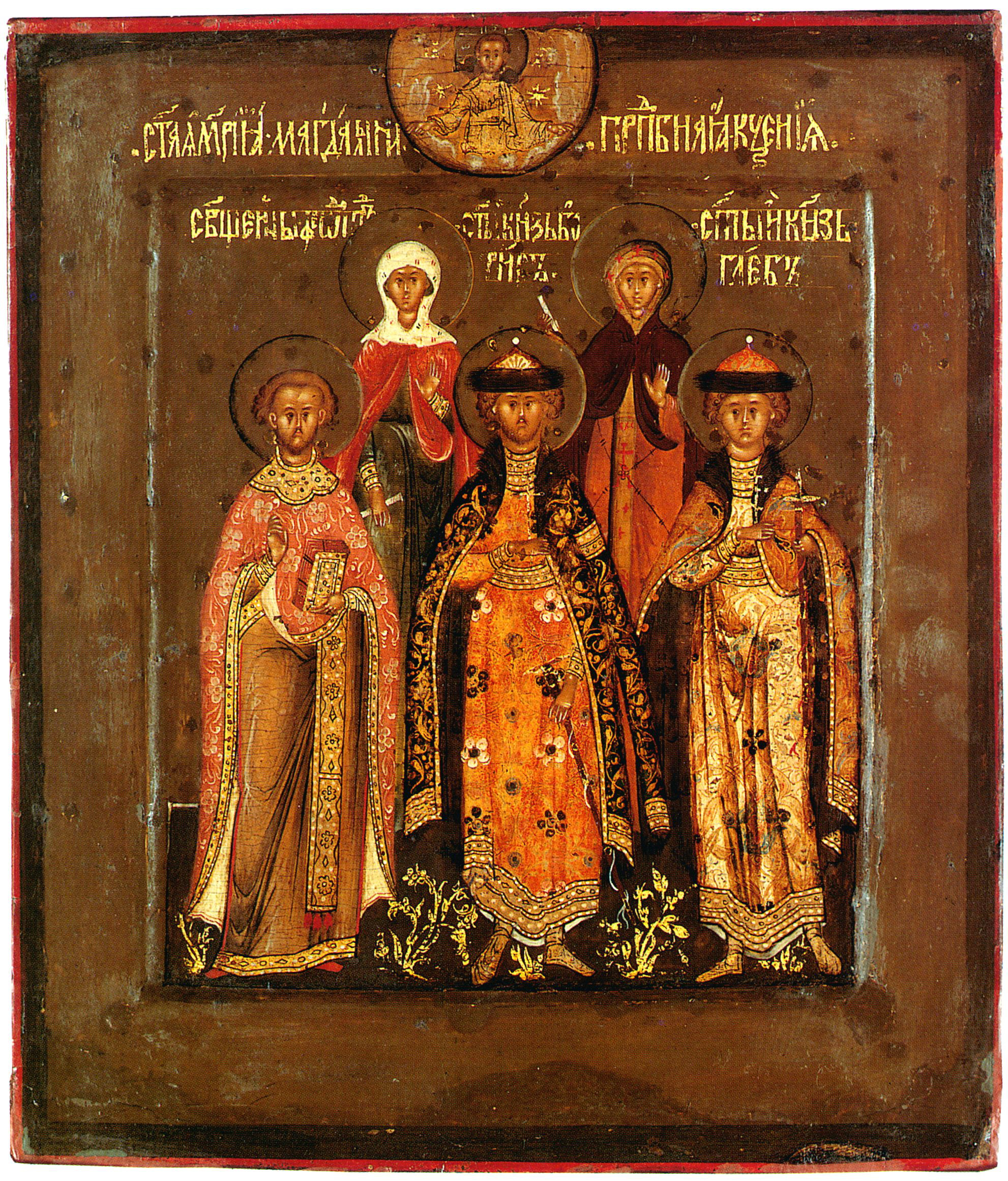
Семейная икона Бориса Годунова. Царя тут «охраняют» сразу три святых — непосредственно Борис, всегда идущий в паре с Глебом, а также покровитель дня рождения Феодот Анкирский

По происхождению такая двуимённость, очевидно, связана с ранее существовавшей языческо-христианской двуимённостью, когда Рюриковичи носили фамильное дохристианское имя (используемое чаще всего официально) и крестильное христианское (используемое только в церковном контексте): например, Ярослав-Георгий (Мудрый), Владимир-Василий (Мономах) и др. К началу XV века языческие имена у князей уже практически не употреблялись, но обычай иметь и «тронное» имя (уже христианское), апеллирующее к именам предков, и «неофициальное» имя, апеллирующее к церковному календарю, хотя и в трансформированном виде, сохранился.
Ф. Б. Успенский указывает, что превращение этой двуименности из полуязыческой в полностью христианскую могло иметь в качестве примера вполне нормальную с точки зрения православия систему — когда человек действительно имел два христианских имени, но второе получал при постриге.
Причиной возникновения подобной традиции исследователи считают «давление месяцеслова», при котором ребёнок был обязан получать имя по святцам, однако это не соответствовало целям родовых имён, и поэтому возник подобный выход. Кроме того, присутствие у князя нескольких святых покровителей вполне отвечало древней традиции. Вдобавок, «не чужд был ей и некоторый эзотеризм, „затенённость“ одного из именований князя». «Во всей истории Рюриковичей прослеживается отчётливая закономерность: у князя должно быть „публичное“ имя и „непубличное“ имя. Поначалу „публичными“ являются исконные языческие имена, а „непубличными“ — христианские. Как только же христианские имена превращаются в основные, так сказать, официальные имена, становятся достоянием рода, формируется как бы второй пласт христианского именования, так или иначе связанный с датой рождения и личной судьбой князя, набор дополнительных, „непубличных“ христианских имён».
Использовавшиеся в публичной жизни имена этих лиц (Дмитрий, Иван, Василий) были родовыми, династическими именами Рюриковичей, но нарекались также, разумеется, в честь определённых святых (Димитрия Солунского, Иоанна Лествичника, Иоанна Предтечи и проч.). Небесными покровителями человека считались, таким образом, оба святых — «календарный» и «тронный». Утверждать точно, которое именно из этих имён было крестильным, во многих случаях сложно. Обладатели имён почитали обоих своих покровителей: так, на сохранившихся иконках и панагиях Ивана Грозного изображены и святой Иоанн, и святой Тит.
- Одним из первых примеров в XIV веке является князь Дмитрий Константинович Суздальский (1323—1383), который к концу жизни имел 3 христианских имени. Согласно летописи, он назывался в крещении именем «Фома», а перед смертью принял монашество под именем «Феодор», подобранным к крестильному имени[6].
- Иван III, родившийся в день святого Тимофея, в некоторых источниках называется «Тимофей-Иоанн».
- Его сын Василий III имел «прямое имя» Гавриил. В постриге он принял имя Варлаам.
- Сын Василия III Иван IV Грозный — Тит, применяется также имя Смарагд.
- Два погибших в детстве сына царя Ивана Грозного старший (1552—1553) и знаменитый младший (1582—1591) царевичи Дмитрии, были, скорей всего, тёзками и по «прямому имени» — обоих звали Уарами, по имени мученика Уара (Вара), празднование которого приходится на 19 октября — день рождения одного из них.
- Святым покровителем Бориса Годунова был Феодот Анкирский. В постриге он был наречён «Боголеп» (калька с греческого «Феопрепий» — «подобающий Богу»)[7]

Первые признаки зарождения этой традиции можно заметить в конце XII века, когда в летописях сообщения о рождении младенца уже записываются в формате: «родился на день памяти святого А, и наречён в крещении именем Б».
К XVII веку «прямое» имя выходит из употребления; цари и царевичи из рода Романовых уже пользуются только одним христианским именем.